# Thomas Olivier
Thomas Olivier oder Thomas Oliver, auch Oliver der Sachse, Oliver von Paderborn, Oliver von Köln, (* um 1170, vermutlich in Westfalen; † 11. September 1227 in Otranto) war von 1223 bis 1225 Bischof von Paderborn, bis ihn Papst Honorius III. im Jahre 1225 zum Kardinal erhob. Er war damit der erste Paderborner Bischof, der Kardinal wurde.

## Leben
Er stammte vermutlich aus Westfalen oder aus Friesland. Seit 1196 gehörte er zum Paderborner Domkapitel und leitete als Domscholaster die Paderborner Domschule. Seit 1202 war er zusätzlich als Domscholaster in Köln tätig. Um 1205 war er auch Kanzler der Kölner Erzbischofs Bruno.
1207 hielt er sich kurz zu Studienzwecken in Paris auf und predigte anschließend für den Albigenserkreuzzug.
1209 bis 1213 weilte er wieder im Erzstift Köln, wo er vom Aufruf des Papstes Innozenz III. zum Fünften Kreuzzug erfuhr. Im Frühjahr 1214 begann er im Rheinland, in den Niederlanden und in Friesland den Kreuzzug zu predigen, wobei es ihm gelang, tausende von Freiwilligen zu finden, die die Teilnahme am Kreuzzug erklärten; in Köln begannen die Kreuzfahrer eine eigene Flotte auszurüsten.
1217 brach das Kreuzfahrerheer ins Heilige Land auf. Oliver schloss sich vermutlich einem Teilheer der Kreuzfahrer an, mit dem er den Rhein und die Rhone entlang nach Marseille reiste, von wo man sich nach Outremer einschiffte. Über die folgenden Geschehnisse des Kreuzzuges berichtet Oliver selbst in seiner Chronik Historia Damiatina. Im Heiligen Land tat er sich besonders dadurch hervor, dass er, als König Andreas von Ungarn den Kreuzzug 1218 abbrach und nach Europa zurückkehrte, sein gerade in Akkon eingetroffenes kölnisch-friesisches Kontingent, das die Iberische Halbinsel umsegelt hatte, dazu bewog, den Kreuzzug weiterzuführen und Damiette in Ägypten anzugreifen. Im August 1218 zeichneten sich die friesischen Kreuzfahrer besonders aus, als ihnen mit Hilfe eines auf Anraten Olivers speziell umgebauten Schiffes die Eroberung des Damiette vorgelagerten Turms inmitten des Nils gelang. Er fungierte wohl auch als Sekretär des päpstlichen Legaten Kardinal Pelagius.
Nachdem die Kreuzfahrer besiegt worden waren und im September 1221 aus Ägypten abziehen mussten, blieb Oliver noch bis September oder Oktober 1222 in Akkon. Aus dieser Zeit sind zwei Briefe von ihm erhalten, einer an den Sultan al-Kamil von Ägypten, der andere an die dortigen Islamgelehrten, in denen er mit der polemischen Gelehrsamkeit seiner Zeit versucht, sie von der Verwerflichkeit des muslimischen Glaubens zu überzeugen und zur Annahme des Christentums zu bewegen.
Wieder in Deutschland, predigte er ab 1223 für den zweiten Anlauf des Fünften Kreuzzugs unter Kaiser Friedrich II.
Nach dem Tod des Bischofs Bernhard III. von Paderborn am 28. März 1223 sollte Oliver zum Paderborner Bischof gewählt werden. Die Wahl war nicht unumstritten, und der Gegenkandidat, Heinrich von Brakel, Propst von Busdorf, erhielt vom König die Regalien und vom Mainzer Erzbischof die Bestätigung, doch Oliver suchte bei der römischen Kurie sein Recht. Am 7. April 1225 wurde er schließlich durch Papst Honorius III. als Bischof von Paderborn bestätigt. Er hielt sich jedoch nicht in seinem Bistum auf, sondern vor allem in der Umgebung des Papstes, der ihn im September 1225 zum Kardinalbischof von Sabina erhob und das Bistum für vakant erklärte.
1227 schloss er sich als päpstlicher Legat dem sich in Süditalien sammelnden Kreuzzugsheer Kaiser Friedrichs II. an. Noch bevor er sich mit dem Heer nach Outremer einschiffen konnte, starb er am 11. September 1227 in Otranto als Opfer einer Seuche, die im Kreuzfahrerheer ausgebrochen war.